# Tachytrechus consobrinus
Tachytrechus consobrinus är en tvåvingeart som först beskrevs av Alexander Henry Haliday 1851.  Tachytrechus consobrinus ingår i släktet Tachytrechus och familjen styltflugor. Inga underarter finns listade i Catalogue of Life.